# Henckel János
Henckel János, másképp Henkel János (Lőcse, 1481. [vagy 1486.] – Boroszló, 1539. november 5.) humanista egyházjogi doktor, Habsburg Mária királyné udvari papja és gyóntatója volt. A korai reformáció idején igyekezett megbékíteni a szemben álló feleket.

## Élete
Lőcse város régi polgári családjából származott, melynek egyik tagja, bizonyos Henckel György már a Hunyadi-ház hívei közt szerepelt, és 1457-ben azokkal a Budán raboskodott. Külföldi főiskolában végezte tanulmányait és 1513-ban szülővárosa plébánosává választotta; a plébániai egyház némely olajfestményein látható még nevének monogramja, hirdetve, hogy támogatta a művészetet. 1517-ben tagja volt azon küldöttségnek, mely II. Lajos királynak Lőcse város hódolatát bemutatta. Néhány évvel később tornai főesperessé lépett elő.
Külföldön szerzett ismereteinek és ékesszólásának köszönhetően híre eljutott a királyi udvarig, Mária királyné, II. Lajos neje 1522-ben udvari papjává választatta. Mária királyné 1526 tavaszán gyóntatója és udvari káplánjai részére egyházi kitüntetésekért folyamodott a pápához. Henckel szívélyes baráti viszonyban állt Rotterdami Erasmusszal, akivel levelezett. A magyarországi reformáció közepette közvetítői kísérletei sem sikerrel, sem elismeréssel nem jártak. Ez méltán elkeserítette, őt és örömmel ragadta meg az alkalmat, hogy eltávozzon Budáról.
1526 elején Kassa város lelkészévé választotta. Húsvét után foglalta el a kassai plébániát. Ez időben püspökséget is ajánlottak neki, azonban nem fogadta el. A szerencsétlen mohácsi csata után az özvegy királyné ismételt sürgetéseinek engedve 1528 elején ismét elfoglalta udvarában, a csehországi Znaimban a hitszónoki és gyóntatói hivatalt. Ezalatt összeköttetésben maradt Rotterdami Erasmussal és rábírta, hogy Vidua christiana címet viselő munkáját Mária királynénak ajánlva bocsássa közre.
1530-ban Augsburgba kísérte úrnőjét, ahol sokat érintkezett Philipp Melanchthonnal és a protestantizmus egyéb vezéralakjaival. A vitás kérdések tisztázásához és békés megoldásához maga is megpróbált hozzájárulni, ezért egy hittudományi dolgozatot adott át Melanchtonnak, aki elég fontosnak tartotta arra, hogy Luthernek megküldje.
Henckel eljárásával magára vonta a gyanút, hogy a protestantizmushoz húz; így amikor V. Károly 1530 végén Máriát németalföldi kormányzóvá nevezte ki, fölkérte őt, hogy eretnekségre hajló udvari tisztjeit bocsássa el. Ilyennek jelölte ki hitszónokát, Henckelt is. Őt elbocsátva a királyné évi nyugdíjat rendelt neki, és a boroszlói székesegyháznál kanonokká neveztette ki. Máriával és titkárával, Oláh Miklóssal, miután Belgiumba távoztak, élénk levelezésben állt. 1531-ben Schweidnitz sziléziai város lelkésszé választotta. Idővel elhatalmasodott rajta a köszvény, ezért visszatért Boroszlóba, ahol 1539. november 5-én meghalt.

## Művei
Munkái nem maradtak reánk; értékes leveleiből is csak néhány ismeretes, melyeket Fraknói Vilmos közölt Henckelről írt munkájában:
- Kassa városa tanácsához (Buda, 1526)
- Bártfa város polgáraihoz (Kassa, 1527)
- Kassa város közönségéhez (Znaim, 1529)
- Oláh Miklóshoz (Schweidnitz, 1532)

## Kapcsolódó szócikk
- A reneszánsz magyar irodalma